# Château de Kervoazec
Le château de Kervoazec est un bâtiment du XIXe siècle à Saint-Goazec (Finistère).

## Historique
Le château de Kervoazec fut construit en 1850, à l'emplacement de l'ancien village de Tregoazec (qui comprenait trois hameaux dénommés Trégoazec Creis, Tregoazec Huella et Tregoazec Izella), par Louis Monjaret de Kerjégu, député et conseiller général du Finistère qui y pratiqua l'élevage des chevaux et y créa une ferme-école ; il lègue le château à son frère, François Marie Monjaret de Kerjégu ; la fille de ce dernier, Anne Monjaret de Kerjégu, épousa le comte Eudes de Rouvroy de Saint-Simon (né le 5 juin 1854 à Lorient, décédé le 31 janvier 1935 à Saint-Goazec), maire de Saint-Goazec entre 1919 et 1929, neveu de Claude Henri de Rouvroy, comte de Saint Simon, fondateur du saint-simonisme), qui fit construire Ker Maunoir, une jolie demeure au fond du parc pour sa fille.

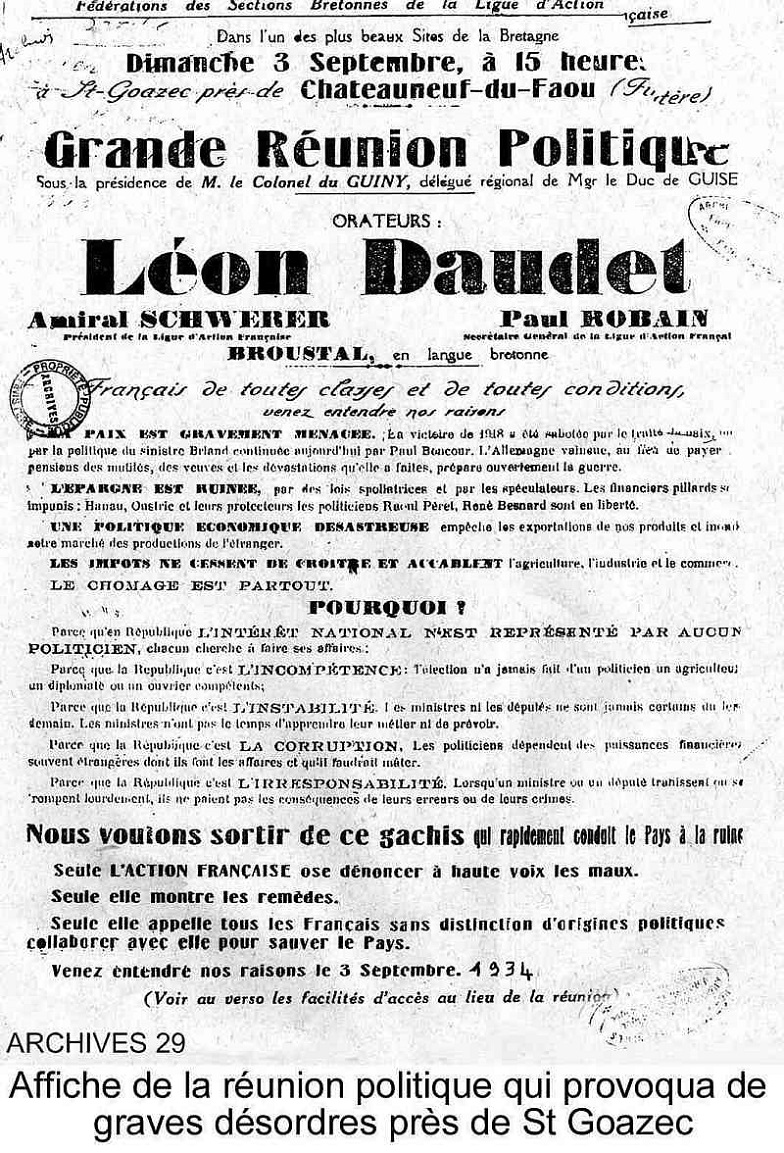
Affiche politique concernant une réunion de l'Action française organisée en 1934 au château de Kervoazec

À partir de 1932, après la mort d'Eudes de Rouvroy de Saint-Simon, le château, dénommé alors « château de Saint-Simon », passa à la famille de Foucault, à la suite du mariage de Pierre de Foucault (1888-1972) avec Geneviève de Rouvroy de Saint-Simon, fille d'Eudes de Rouvroy de Saint-Simon, qui y ouvrit un ouvroir à dentelle entre 1916 à 1928. Homme du XIXe siècle, partisan de l'Action française dont il préside la section locale, il y organisa d'importantes réunions politiques à laquelle participèrent notamment Léon Daudet et de nombreux Camelots du roi. Le château fut occupé par l'armée allemande (une compagnie du 3e bataillon du génie parachutiste) à partir de mai 1944 puis servit de centre de regroupement pour les enfants de Brest.
Le domaine s'étendait alors sur une cinquantaine d'hectares, formé de jardins (dont un jardin d'hiver avec d'exceptionnelles plantes exotiques) et de bois, disposant aussi d'un étang alimenté par une source, laquelle est désormais exploitée commercialement pour vendre de l'eau de source (marque « Isabelle »). Le parc actuel ne fait plus que 8 ha, le reste ayant été progressivement vendu dans la décennie 1950.

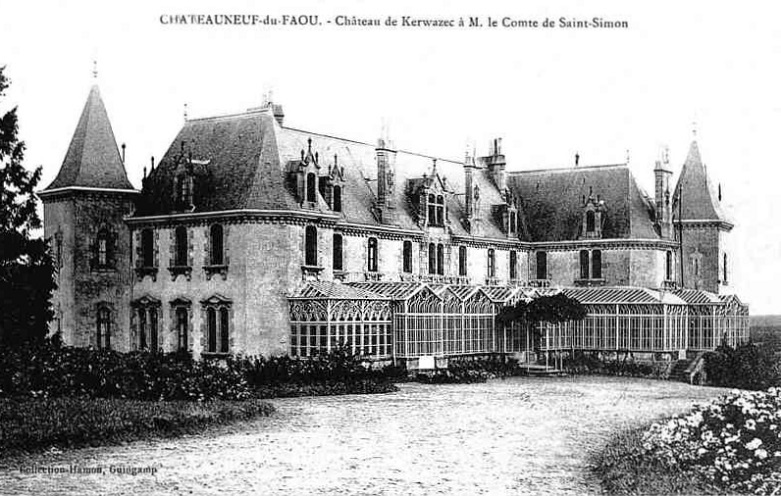
Le château de Kervoazec vers 1900 (carte postale).
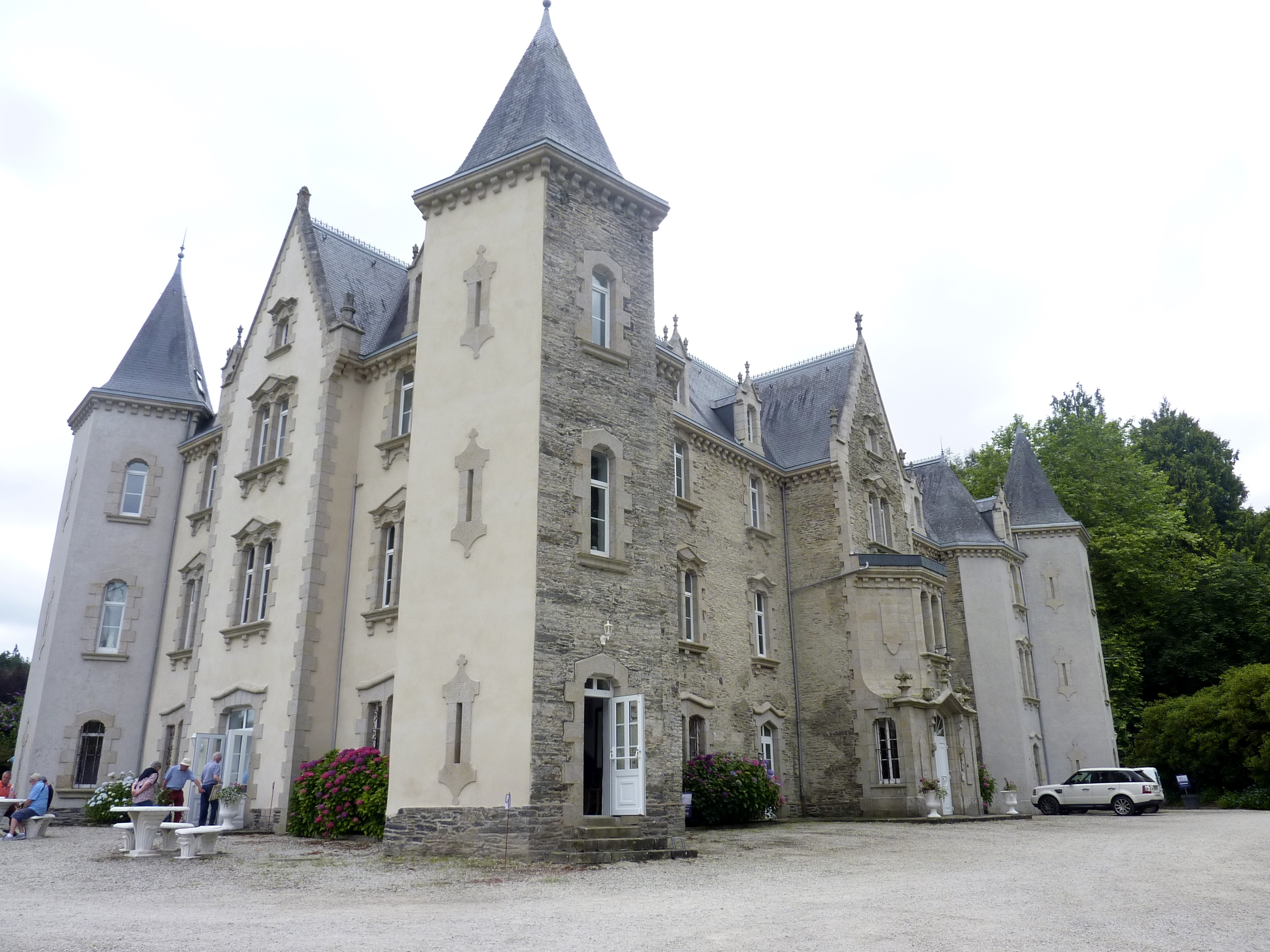
Le château de Kervoazec vu du nord-est (façade arrière).
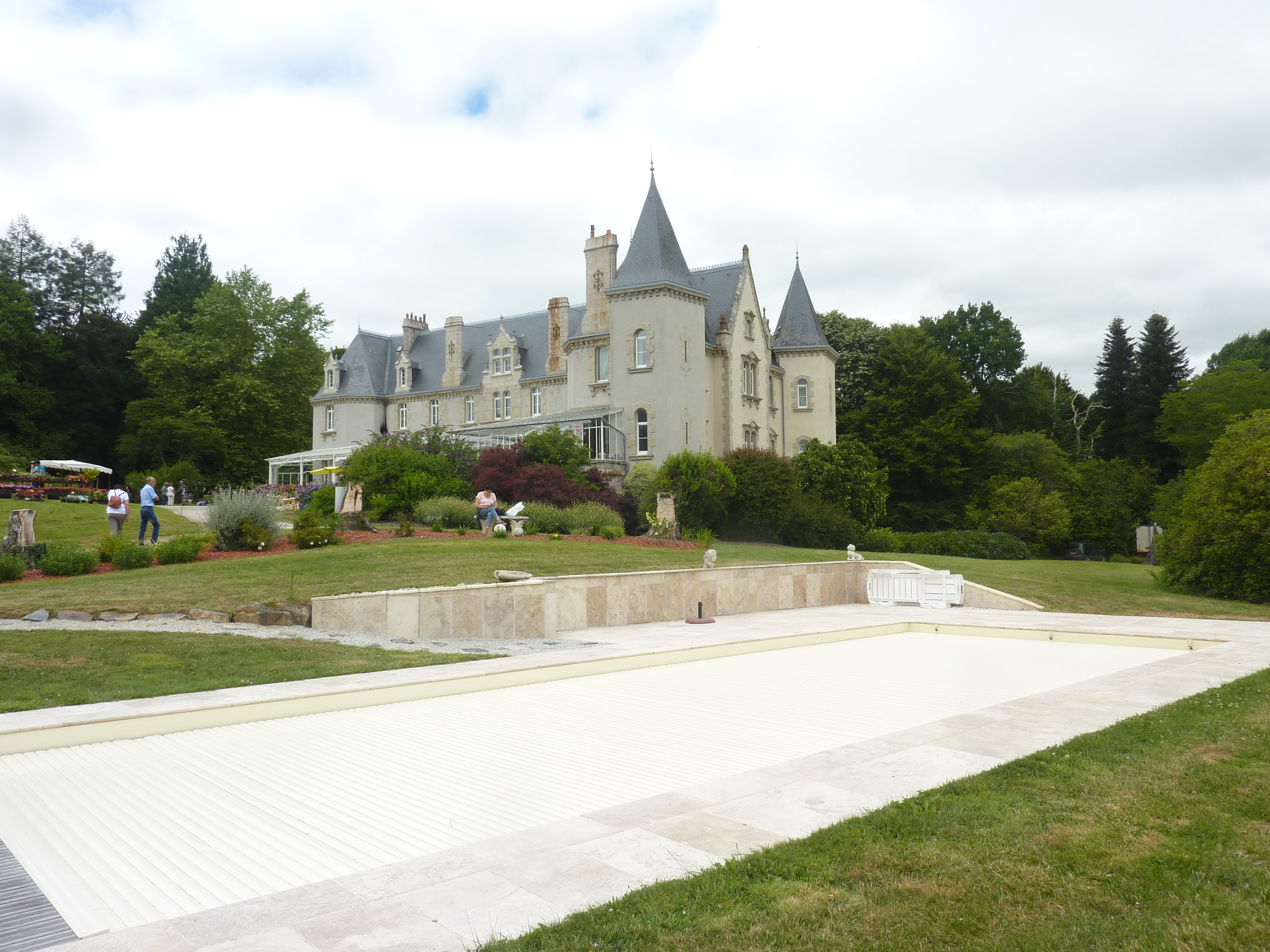
Le château de Kervoazec vu depuis sa piscine.
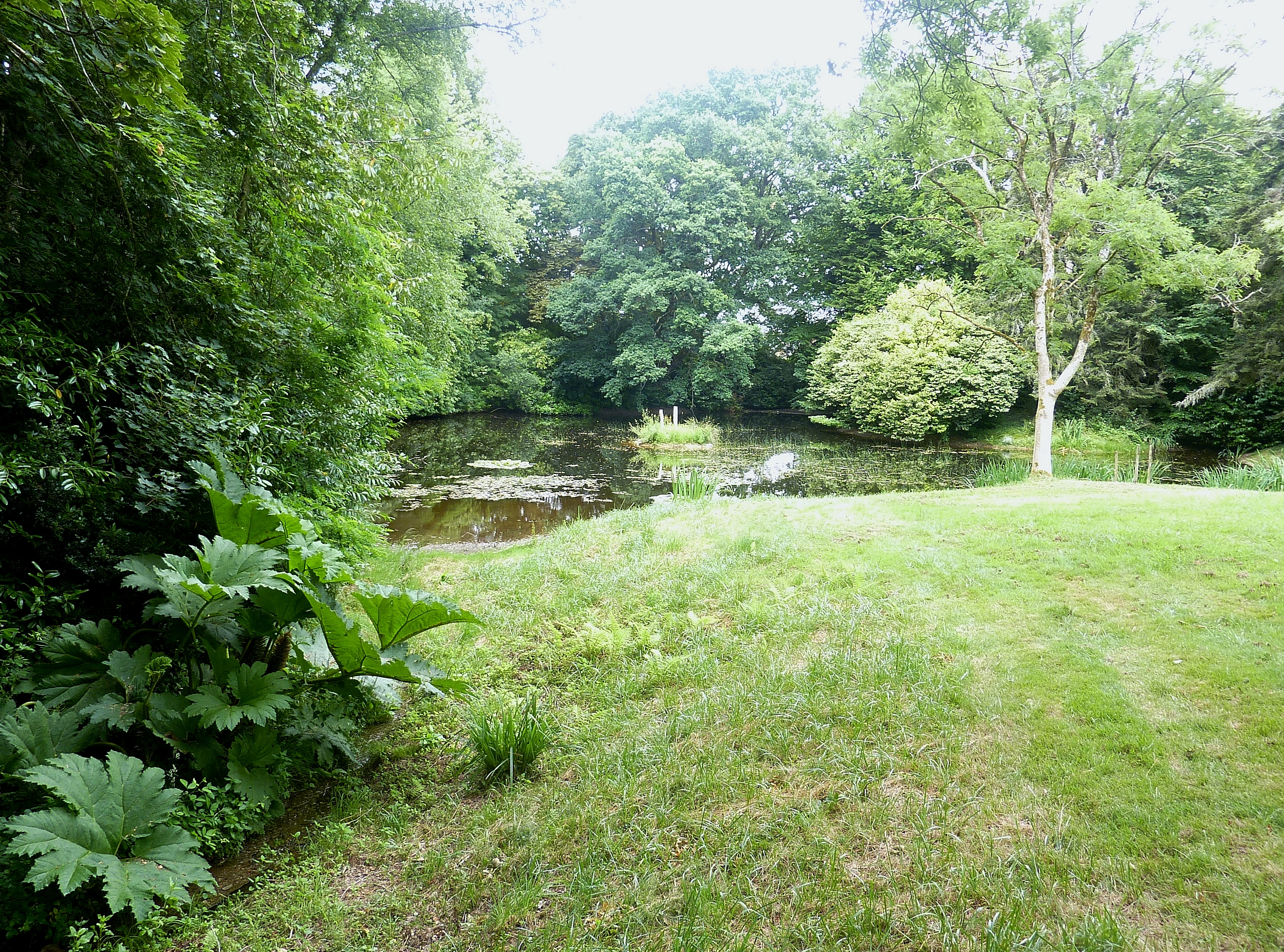
Étang dans le parc du château de Kervoazec.

## Aujourd'hui
Le château de Kervoazec a fait l'objet de rénovations depuis les années 1990 et propose en 2015 des chambres d'hôtes et des salles en location pour des événements festifs.